# 波利齐杰内罗萨
波利齐杰内罗萨（義大利語：Polizzi Generosa），是意大利西西里大区巴勒莫广域市的一个市镇。总面积134平方公里，人口3715人，人口密度27.7人/平方公里（2009年）。ISTAT代码为082058。